# Estípite (arquitectura)
Uma estipite é uma pilastra piramidal truncada invertida cuja função é a de suporte e também antropomórfica. É comum vê-los sobrepostos. A sua origem está nas colunas micênicas de entasis invertida. Estes elementos são característicos do movimento churrigueresco da arquitetura barroca, e barroco novo-hispano. No final do período barroco, muitos elementos arquitetónicos clássicos perderam as suas formas simples e se tornaram cada vez mais complexos, oferecendo variedade de formas e decoração exuberante. Portanto, a coluna tem o formato de um cone invertido ou obelisco. O fuste é sempre mais largo na sua parte central do que a base e o capitel. A coluna combina características do barroco tardio e do maneirismo. Foi amplamente utilizada entre 1720 e 1780.